# Focke-Wulf Fw 44
Focke-Wulf Fw 44 Stieglitz (niem. „szczygieł”) – dwumiejscowy dwupłatowiec szkolno-treningowy i akrobacyjny, zaprojektowany w wytwórni Focke Wulf.
Fw 44 był częściowo konstrukcją inż. Kurta Tanka, który po objęciu w końcu 1931 roku stanowiska szefa biura konstrukcyjnego zakładów Focke-Wulf zajął się rozwojem powstałego przed jego przybyciem projektu. Prototyp samolotu został oblatany w 1932 r. Próby w locie przeprowadził osobiście Kurt Tank. Okazało się, że samolot ma bardzo dobre właściwości manewrowe, co spowodowało duże zainteresowanie maszyną wśród niemieckich pilotów akrobacyjnych. Samoloty przedprodukcyjnej wersji Fw 44A były używane głównie jako samoloty sportowe i akrobacyjne. Do najbardziej znanych pilotów latających na tym typie samolotu należeli Ernst Udet, Gerd Achgelis i Emil Kopf. Ten ostatni wyróżniał się maszyną noszącą rejestrację D-EMIL.

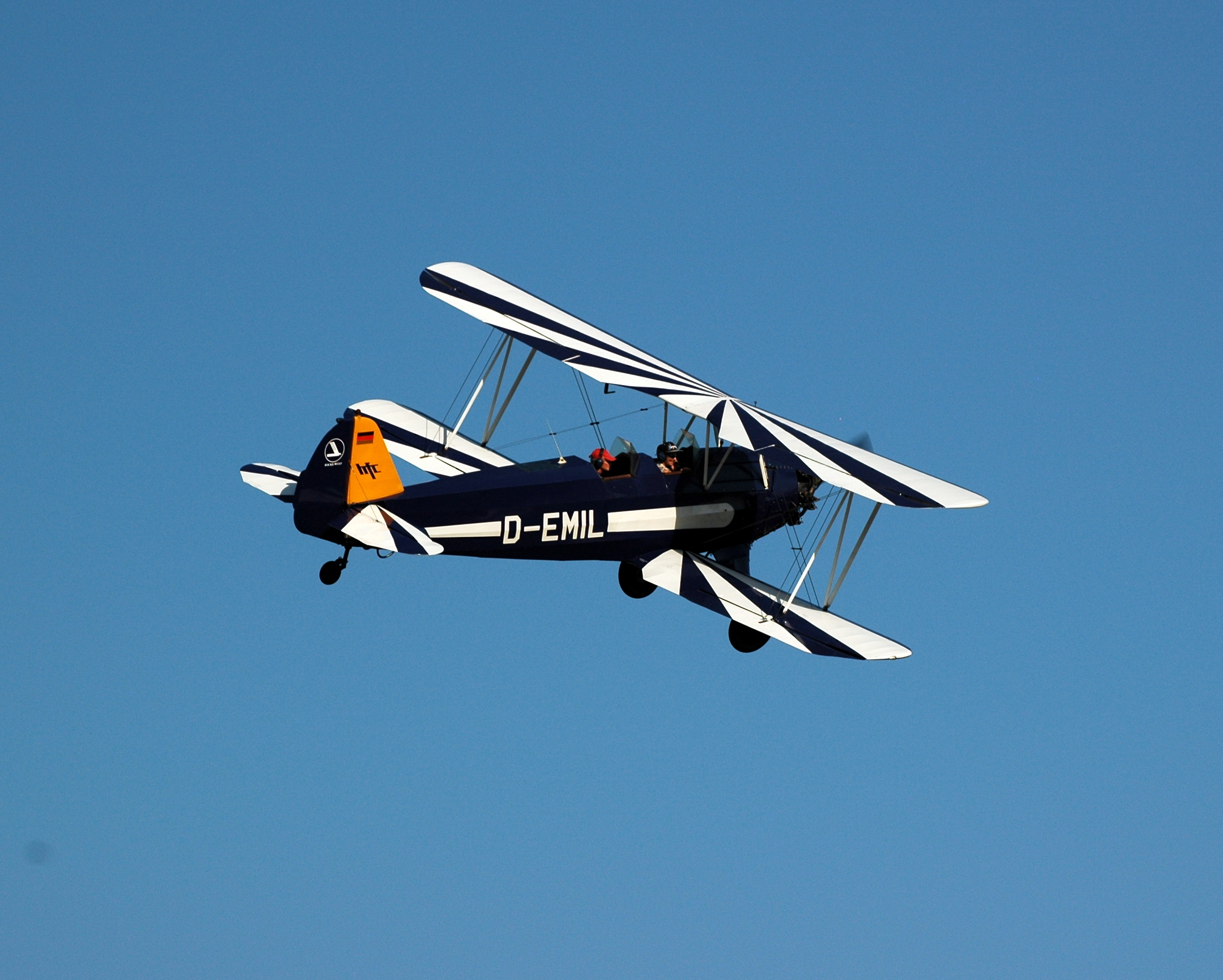
D-EMIL

Produkcja seryjna prowadzona była w kilku wersjach: Fw 44B (oraz jego wariant rozwojowy Fw 44E) napędzane były silnikiem rzędowym Argus As 8 o mocy 120 KM, pozostałe różnymi odmianami silnika Siemens Sh 14a. Głównym wariantem produkcyjnym był Fw 44C, dostarczany zarówno odbiorcom cywilnym, jak i wojskowym. W kilku krajach podjęto również produkcję licencyjną tego typu samolotu, głównie w eksportowej wersji Fw 44J. Na przykład w Argentynie wybudowano pomiędzy 1937 a 1942 rokiem około 190 egzemplarzy, służących głównie do szkolenia pilotów wojskowych, choć nadwyżki sprzęty były sprzedawane także w ręce odbiorców cywilnych.
Przed i podczas II wojny światowej samolot był szeroko wykorzystywany przez Luftwaffe do szkolenia pilotów wojskowych. Maszyny zakupione przez Chiny zostały przystosowane do działań na rzecz armii lądowej i walczyły w pierwszych miesiącach wojny chińsko-japońskiej. W wielu krajach samolot był używany także po zakończeniu II wojny światowej, a pojedyncze egzemplarze latają do dziś.

Silnik gwiazdowy Sh-14A eksponowany w MLP w Krakowie

Fw 44 był dwumiejscowym dwupłatem konstrukcji mieszanej, metalowo – drewnianej, krytym blachą i płótnem. Podwozie stałe, klasyczne, z płozą ogonową (w wersji Fw 44F zastąpioną kółkiem), kabiny instruktora (z przodu) i tylna dla ucznia otwarte. Napęd samolotu stanowił 7-cylindrowy silnik gwiazdowy Siemens Sh 14a o mocy, w zależności od odmiany, 150 – 158 KM z dwułopatowym drewnianym śmigłem.